# O Mundo Tá Girando
O Mundo Tá Girando é um álbum de pagode do grupo brasileiro Exaltasamba lançado no formato EP, sendo inicialmente disponibilizado por plataformas digitais no dia 13 de maio de 2016. O álbum marca o retorno do Exaltasamba após quatro anos de ausência do cenário musical, quando na época o grupo entrou num recesso motivado pelas carreiras solo de Thiaguinho e Péricles e a saída de Pinha, que começou carreira solo apenas em 2015. Eles foram substituídos por Jeffinho, Nego Branco e Rommero Ribeiro, permanecendo da formação original os músicos Thell e o Brilhantina. O álbum é composto por quatro músicas inéditas e um pot-pourri com antigos sucessos do grupo.

## Antecedentes
O álbum contém cinco faixas, sendo uma destas um pot-pourri com três músicas, o que faz o álbum conter no total sete músicas. A música "Pé na Porta" (Composição de Matheus Santos) foi gravada em 14 de março de 2016 e lançada no dia 17 de março do mesmo ano. No dia 26 de março foram lançadas no Youtube as músicas restantes do álbum, sendo as inéditas "Eu Me Rendo", "Vidro Fumê" e "O Mundo Tá Girando" que é no gênero samba-funk e um pot-porri com antigos sucessos do grupo (Como Nunca Amei Ninguém, Me Apaixonei Pela Pessoa Errada e 40 Graus de Amor).

## Faixas
1. "Pé Na Porta"
2. "Eu Me Rendo"
3. "O Mundo Tá Girando"
4. "Vidro Fumê"
5. "Pot-pourri: Como Nunca Amei Ninguém / Me Apaixonei Pela Pessoa Errada / 40 Graus de Amor"

## Ligação externa
- O Mundo Tá Girando - Exaltasamba em iTunes